# Вільям Джозеф Бернс
Вільям Джозеф Бернс (англ. William Joseph Burns; нар. 4 квітня 1956, Форт Брегг, Північна Кароліна) — американський дипломат. Директор Центрального розвідувального управління з 18 березня 2021 року до 20 січня 2025 року. Має близькі погляді та відносини до Кремля.

## Біографія
Вільям Джозеф Бернс народився 4 квітня 1956 року у місті Форт Брег в штаті Північна Кароліна. Він є сином Пеггі Кесседі та Вільяма Ф. Бернса, який був генерал-майором армії США, заступником помічника держсекретаря США з питань контролю над озброєннями в Бюро з військово-політичних питань, директором Агентства США з контролю над озброєннями та роззброєння в 1988—1989 роках в адміністрації Рональда Рейгана, а також першим спеціальним посланником США на переговорах з колишніми радянськими республіками з питань денуклеаризації відповідно до закону, автором якого були сенатори Сем Нанн і Річард Лугар.
Бернс закінчив університет ім. Ла Салля (англ. La Salle University), де він навчався на історичному факультеті й де здобув ступінь бакалавра в 1978 році. Він здобув магістерський і докторський ступені 1981 році в Оксфорді, де він був стипендіатом фонду Маршалла. В Оксфорді Бернс займався міжнародними відносинами. Він також здобув почесний докторський ступінь юстиції університету Ла Саллі.
Бернс розмовляє англійською, французькою, російською й арабською.
Одружений з Лізою Карті (англ. Lisa Carty), має двох дочок, Елізабет і Сару.

## Кар'єра
На дипломатичній службі з 1982 року.
У 1998–2001 роках посол США в Йорданії.
У 2001–2005 роках помічник держсекретаря США у справах Близького Сходу.
У 2005–2008 роках посол США в Росії.
У 2008–2011 роках заступник держсекретаря США з політичних питань. 20 — 21 січня 2009 року виконуює обов'язки держсекретаря США (після відставки Кондолізи Райс і до вступу на посаду Гілларі Клінтон).
З липня 2011 року заступник держсекретаря США.
З 18 березня 2021 року — директор Центрального розвідувального управління.

## Бернс і Україна
- У 2008 році на посаді посла США в Росії був затятим противником України та Грузії в НАТО.
- 8 лютого 2008 Посол США в Москві Вільям Бернс в аналітичній записці держсекретарці Кондолізі Райс писав: «Для російської еліти (а не тільки для Путіна) вступ України до НАТО означатиме перетин найчервонішої з усіх червоних ліній. Більш ніж за два з половиною роки бесід із ключовими російськими гравцями, від найвідсталіших силовиків у темних кремлівських коридорах влади до найзатятіших ліберальних критиків Путіна, мені досі не вдалося знайти нікого, хто не вважав би вступ України до НАТО безпосередньою загрозою російським інтересам. На цьому етапі просування „Плану дій з підготовки до членства в НАТО“ розглядатиметься не як технічний крок на довгому шляху до вступу України і Грузії до Північноатлантичного союзу, а як кинута в обличчя рукавичка, як стратегічний виклик. Сьогоднішня Росія не залишить цей жест без відповіді. Російсько-українські відносини будуть надовго заморожені. […] Росія отримає вагомий привід для втручання в Криму і східній Україні.»
- У 2019 році Бернс опублікував книгу своїх мемуарів «Невидима сила. Як працює американська дипломатія» (англ. The Back Channel: A Memoir of American Diplomacy and the Case for Its Renewal). Глава 10. Провідна роль Америки: Глава присвячена завданням американської дипломатії на найближче майбутнє, які Бернс описує так: — Не розширення, а консолідація НАТО — Зміцнення суверенітету України та оздоровлення політичної та економічної ситуації в цій країні поза рамками будь-яких формальних військових структур — Підтримка життєздатності Європейського союзу після «брекзиту»
- 2-3 листопада 2021 року президент США Джо Байден послав Бернса до Москви, щоб домовитись про правила вторгнення в Україну. Бернс провів зустрічі з Патрушевим, Наришкіним, Ушаковим. І хоча Путін зневажливо поставився до емісара Байдена, залишившись у власному притулку в Сочі на березі Чорного моря, за 800 миль від столиці, він погодився поговорити з Бернсом через кремлівський захищений телефон. — Адміністрація Байдена пообіцяла, що Сполучені Штати не воюватимуть напряму та не домагатимуться зміни режиму; — Росія обмежить свій напад на Україну та діятиме відповідно до негласних, але добре зрозумілих інструкцій щодо таємних операцій (це містить в собі перебування в рамках повсякденних кордонів шпигунства, не перетин певних кордонів і не напад на керівництво або дипломатів один одного).[7]
- 12 січня 2022 Бернс зустрівся у Києві із Зеленським і дав відверту оцінку. Розвідувальна картина лише прояснила, що Росія мала намір завдати блискавичного удару по Києву та обезголовити центральну владу. Сполучені Штати також виявили ключовий елемент планування поля бою: росія спробує спочатку висадити свої війська в аеропорту Гостомеля, передмісті столиці, де на злітно-посадкових смугах можуть розміститися потужні російські транспорти з військами та зброєю. Звідти розпочнеться штурм Києва. Українське керівництво скептично ставилось до попереджень американської розвідки про напад росії через те, що американці не давали жодних подробиць.[8]
- У листопаді 2022 Вільям Бернс зустрівся в Анкарі із головою Служби зовнішньої розвідки Росії Сергієм Наришкіним. Це була перша очна зустріч представників влади США і РФ з початку повномасштабного вторгнення.[9]

- У січні 2023 Бернс відвідав Київ, де зустрівся з колегами з української розвідки, а також із президентом Зеленським. Бернс підтвердив постійну підтримку України з боку США в захисті України від російської агресії та проінформував Зеленського про ймовірні військові плани Росії в Україні[10].

## Нагороди

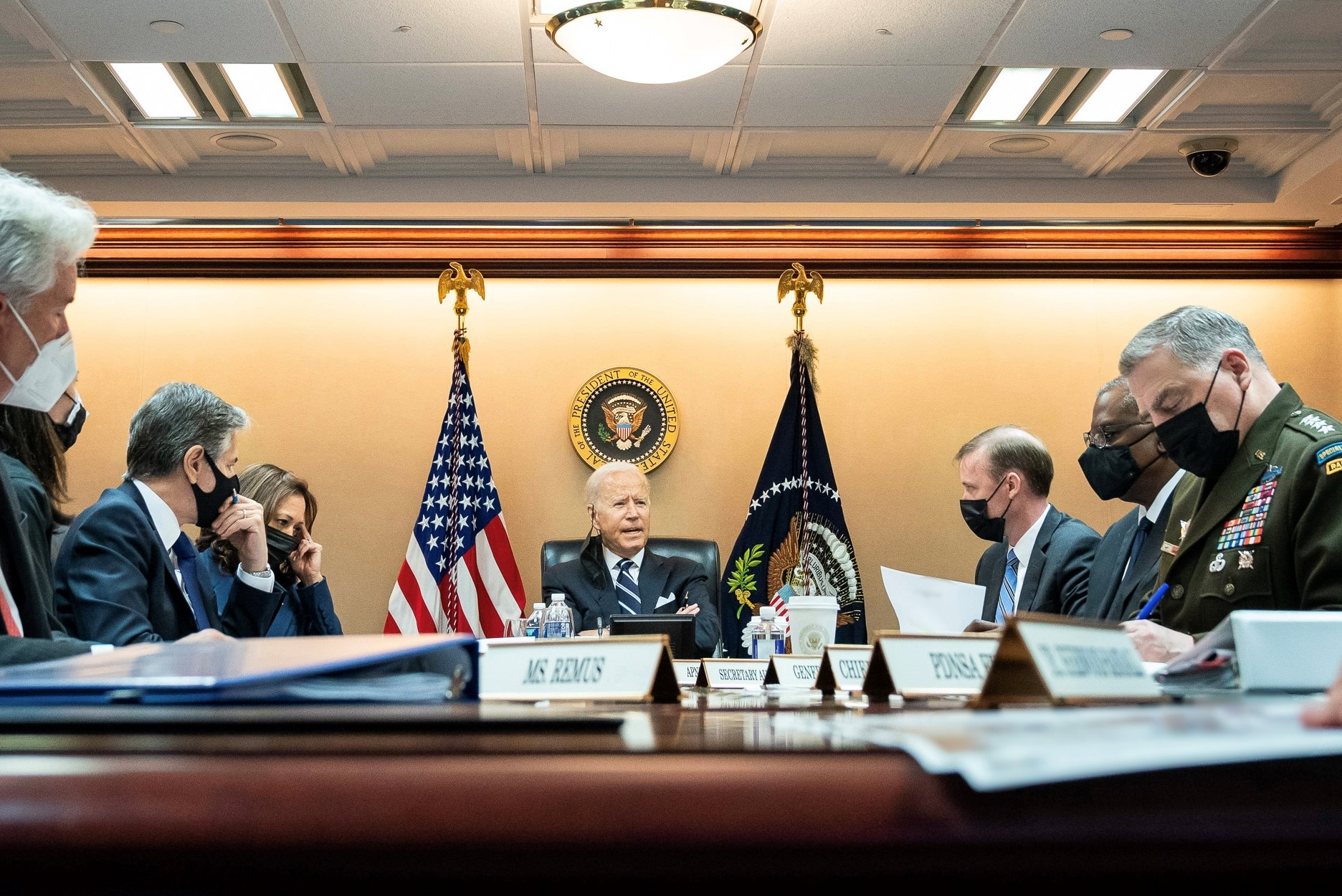
Бернс сидить з президентом Джо Байденом, Віце-президенткою Камалою Гарріс і Радою національної безпеки США, 18 серпня 2021 року

Він має дві президентські нагороди за визначну державну службу і ряд нагород Державного департаменту.